# Mabell Ogilvy
Mabell Frances Elizabeth Ogilvy (née Gore ; 10 mars 1866 - 7 avril 1956) est une dame de la Cour et auteur britannique.

## Jeunesse
Elle est la fille aînée d'Arthur Gore (5e comte d'Arran), et de sa femme, Edith, fille de Robert Jocelyn (vicomte Jocelyn). Sa mère est décédée en 1871 et elle et ses sœurs, Cicely et Esther, sont élevées par leur grand-mère maternelle, Lady Jocelyn. Les sœurs sont éduquées par des gouvernantes et rendent visite à la duchesse de Teck à White Lodge, où Mabell Gore rencontre et se lie d'amitié avec la fille de la duchesse, la princesse Mary (plus tard la reine Mary). Lorsque son grand-père paternel, Philip Gore (4e comte d'Arran), est décédé en 1884 et que son père hérite des titres, elle et ses sœurs ont droit au préfixe nominal de Lady.

## Mariage
Le 19 janvier 1886, elle épouse un officier de l'armée, David Ogilvy (11e comte d'Airlie), à St George's, Hanover Square, devenant la comtesse d'Airlie. Ils ont six enfants :
- Lady Kitty Edith Blanche Ogilvy (5 février 1887 - 17 octobre 1969); épouse le brigadier général Sir Berkeley Vincent (en) le 18 septembre 1906 et ils divorcent en 1925. Ils ont deux fils. Elle se remarie avec le lieutenant-colonel Ralph Gerald Ritson le 1er juin 1926.
  - John Ogilvy Vincent (24 mars 1911 - 1er mai 1914)
  - Boris Ogilvy Vincent (1914-1914)
- Lady Helen Alice Wyllington Ogilvy (21 novembre 1890 - décembre 1973); épouse le major Clement Freeman-Mitford le 25 novembre 1909. Ils ont deux filles. Elle se remarie avec le lieutenant-colonel Henry Brocklehurst le 11 juillet 1918 et ils divorcent en 1931. Elle se remarie à nouveau avec le lieutenant-colonel Harold Nutting le 21 février 1933.
  - Rosemary Freeman-Mitford (16 septembre 1911 - 22 octobre 2005); épouse le commandant Richard Bailey le 29 octobre 1932. Ils ont six enfants et douze petits-enfants.
  - Clementine Freeman-Mitford (22 octobre 1915 - 17 août 2005); épouse Sir Alfred Lane Beit le 20 avril 1939.
  - Sir John Brocklehurst, 3e baronnet (6 avril 1926 - 1981)
- Lady Mabell Griselda Esther Sudley Ogilvy (22 janvier 1892-4 novembre 1918)
- David Ogilvy (12e comte d'Airlie) (18 juillet 1893-28 décembre 1968); épouse Lady Alexandra Coke le 17 juillet 1917. Ils ont six enfants.
- Bruce Arthur Ashley Ogilvy (15 mars 1895 - 29 septembre 1976); épouse Primrose O'Brien le 28 avril 1931.
- Patrick Julian Harry Stanley Ogilvy (26 juin 1896-9 octobre 1917)

Au déclenchement de la seconde guerre des Boers en 1899, Lord Airlie se rend avec son régiment, le 12th Royal Lancers, en Afrique du Sud, où il est tué au combat lors de la bataille de Diamond Hill en 1900. Après la fin de la guerre en 1902, Lady Airlie effectue une visite en Afrique du Sud .
Après la mort de son mari, Lady Airlie commence à gérer le château de Cortachy à Angus au nom de son fils aîné, David, le nouveau comte, qui n'a alors que six ans. Après avoir ouvert le Dundee Sanatorium for Consumptives, qui a été construit sur un site offert par son défunt mari peu de temps avant sa mort en 1900, elle reçoit le 26 septembre 1902 la citoyenneté de la ville de Dundee .
En décembre 1901, elle devient dame de la chambre de son amie, la princesse de Galles. Lors de l'avènement du roi George V en 1910, Lady Airlie est retenue à la cour en tant que dame de la chambre à coucher de la reine Mary.

## Première Guerre mondiale
Pendant la Première Guerre mondiale elle soutient la Croix-Rouge et est nommée Dame Grand Croix de l'Ordre de l'Empire britannique (GBE) dans la liste des honneurs de guerre civile de 1920 pour ses services en tant que présidente du Conseil des soins infirmiers de l'armée de la reine Alexandra.
Cependant, elle subit des pertes dans sa famille pendant la guerre : son gendre, Clement (le fils aîné d'Algernon Freeman-Mitford (1er baron Redesdale)), est tué au combat en 1915, son plus jeune fils, Patrick, est également tué au combat en 1917 et sa fille, Mabell, est tuée alors qu'elle exerçait des chevaux de l'armée en 1918.

## Travaux littéraires
Lorsque le fils aîné de Lady Airlie se marie en 1917, elle déménage de Cortachy Castle à Airlie Castle. À Airlie, elle publie des lettres de famille, intitulées In Whig Society, 1775–1818 (1921) et Lady Palmerston and her Times (1922). Les travaux sont basés sur les papiers de son arrière-grand-mère, Emily (l'épouse de Peter Cowper, 5e comte Cowper, et plus tard du premier ministre Henry John Temple (3e vicomte Palmerston)) et With the Guards We Shall Go (1933), qui détaille l'action de son grand-oncle, John Strange Jocelyn (5e comte de Roden), pendant la guerre de Crimée.
En 1953, l'employeur et amie de toujours de la comtesse, la reine Mary, meurt et Élisabeth II la nomme Dame Grand Croix de l'Ordre royal de Victoria (GCVO) pour ses nombreuses années de service. Elle s'installe à Bayswater Road, Londres en 1955. Elle y meurt quelques semaines après son quatre-vingt-dixième anniversaire en 1956.
En tant que proche confidente de la reine Mary, Lady Airlie est une observatrice attentive des relations fluctuantes au sein de la famille royale britannique et détaille ses souvenirs à leur sujet dans ses mémoires, qui sont inachevées au moment de sa mort. Ils sont ensuite découverts par Jennifer Ellis, qui les édite et publie sous le titre Thatched with Gold: The Memoirs of Mabell, Countess of Airlie en 1962.